# Hinton Charterhouse
Hinton Charterhouse is een civil parish in het bestuurlijke gebied Bath and North East Somerset, in het Engelse graafschap Somerset met 515 inwoners.

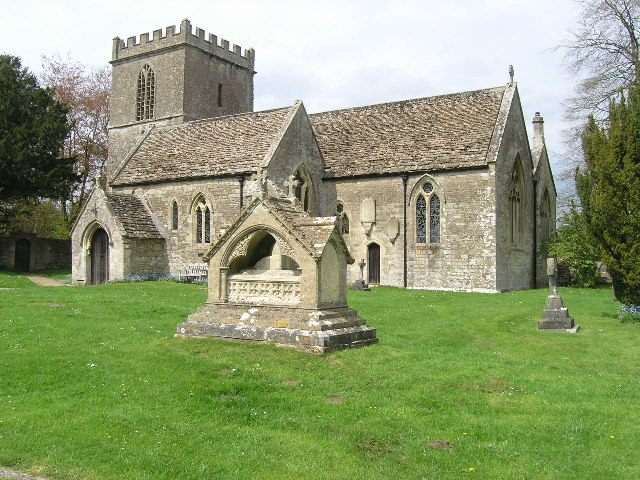
Kerk van Hinton Charterhouse